# Погребищенская городская община
Погребищенская городская община (укр. Погребищенська міська громада) — образованная территориальная община в Винницком районе Винницкой области Украины.
Административный центр — город Погребище.

## Населённые пункты
В составе общины 1 город (Погребище) и 59 сёл:
| Адамовка    | Адамовка    | Довгалевка   | Довгалевка   | Обозовка         | Обозовка         | Смаржинцы   | Смаржинцы   |
| Андрушевка  | Андрушевка  | Должок       | Должок       | Озёрная          | Озёрная          | Снежная     | Снежная     |
| Бабинцы     | Бабинцы     | Задорожное   | Задорожное   | Ордынцы          | Ордынцы          | Сопин       | Сопин       |
| Белашки     | Белашки     | Збаржевка    | Збаржевка    | Очеретня         | Очеретня         | Сосновка    | Сосновка    |
| Борщаговка  | Борщаговка  | Иваньки      | Иваньки      | Павловка         | Павловка         | Спичинцы    | Спичинцы    |
| Булаи       | Булаи       | Круподеринцы | Круподеринцы | Париевка         | Париевка         | Станиловка  | Станиловка  |
| Бурковцы    | Бурковцы    | Кулешов      | Кулешов      | Педосы           | Педосы           | Старостинцы | Старостинцы |
| Бухны       | Бухны       | Курьянцы     | Курьянцы     | Плисков          | Плисков          | Степанки    | Степанки    |
| Быстрик     | Быстрик     | Левковка     | Левковка     | Погребище Второе | Погребище Второе | Талалаи     | Талалаи     |
| Васильковцы | Васильковцы | Лещинцы      | Лещинцы      | Погребище Первое | Погребище Первое | Травневое   | Травневое   |
| Веселовка   | Веселовка   | Малинки      | Малинки      | Поповцы          | Поповцы          | Филютка     | Филютка     |
| Вишнёвка    | Вишнёвка    | Мончин       | Мончин       | Раскопаное       | Раскопаное       | Черемошное  | Черемошное  |
| Гопчица     | Гопчица     | Морозовка    | Морозовка    | Саражинцы        | Саражинцы        | Ширмовка    | Ширмовка    |
| Григоровка  | Григоровка  | Надросье     | Надросье     | Свитинцы         | Свитинцы         | Юнашки      | Юнашки      |
| Дзюньков    | Дзюньков    | Новофастов   | Новофастов   | Скибинцы         | Скибинцы         |             |             |